# Anacrobunus palawanensis
Anacrobunus palawanensis – gatunek kosarza z podrzędu Laniatores i rodziny Epedanidae.

## Występowanie
Gatunek jest endemiczny dla Filipiny.